# 東中野修道
東中野 修道（ひがしなかの しゅうどう（おさみち）＝本名・修（おさむ）、1947年10月19日 - ）は、日本の歴史学者。亜細亜大学名誉教授。学位は博士（文学）（論題は「東ドイツ国家安全省に関する研究」立正大学、1995年）。鹿児島県出身。

## 略歴
- 1971年 鹿児島大学法文学部文学科西洋史学専攻卒業
- 1977年 大阪大学大学院文学研究科西洋史学専攻博士課程中退
- 1979年 亜細亜大学教養部助手
- 1980年 亜細亜大学教養部講師
- 1983年 亜細亜大学教養部助教授
- 1985年 米国西ワシントン大学客員教授（日本思想史）
- 1988年 旧西ドイツハンブルク大学客員研究員
- 1994年 亜細亜大学教養部教授
- 2001年 亜細亜大学法学部法律学科教授（政治思想史、日本思想史）
- 2010年 亜細亜大学大学院法学研究科委員長
  - 鹿児島大学時代から論文等は本名で発表していたが、1990年代前半からは東中野修道名義を使用。

## 経歴

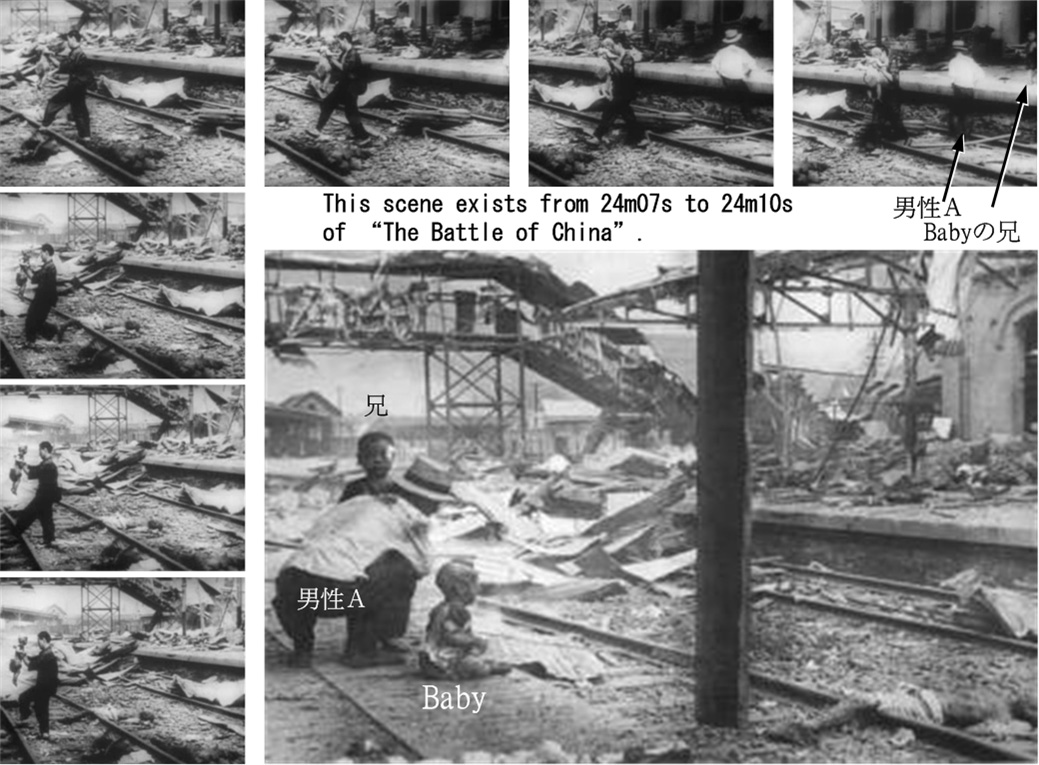
ザ・バトル・オブ・チャイナの24分07秒から24分10秒までにある赤ん坊セットアップと撮影中のシーン。これは映画撮影技師である王小亭の手による国民党宣伝フィルムが大元の出典であったことを特定したと東中野は主張した。これは松尾一郎が発見したものである。上海南駅の赤ん坊を参照

1998年、展転社から『「南京虐殺」の徹底検証』を上梓、“今まで「南京大虐殺」の証拠とされている資料は全て捏造であり「南京虐殺」は無かった”と主張した。この著書の新路口事件の記述をめぐり、夏淑琴から「ニセ被害者呼ばわりされて、名誉を傷つけられた」として、名誉毀損で提訴された。裁判は中国と日本の裁判所で行われ、中国の裁判では欠席裁判のもと被告側が敗訴し、日本の裁判では最高裁まで争われた結果、被告側が敗訴した。この結果、東中野と展転社に対し賠償命令が下された。東中野と展転社は日本の判決に従い、456万円を夏に支払った。（詳細は「名誉毀損裁判」参照）
2003年、論文「南京『虐殺』―第二次国共合作下のプロパガンダ」において、日本軍が南京を占領した1937年12月以後約3年間の中国国民党の宣伝工作を記録した『中央宣伝部国際宣伝処工作概要』（1941年）が台湾で発見されたと発表。蔣介石率いる国民党中央宣伝部は、南京陥落前後から首都漢口陥落直前までの10か月間に300回も外国人を対象とする記者会見を行いながら、一度も南京の市民虐殺・捕虜虐殺について言及したことがないことを明らかにした。そこに出席していた外国人記者も「南京大虐殺」について一度も質問していないことも判明した。東中野論文では、南京事件の有様を著述したイギリス紙記者ハロルド・J・ティンパーリの著作内容が紹介されており、このことからティンパーリの著作は中国国民党の宣伝書籍であり、南京大虐殺」の根拠は崩れたと主張している。
2005年には草思社からの共著書『南京事件「証拠写真」を検証する』において、「本多勝一の『中国の旅』やアイリス・チャンの『ザ・レイプ・オブ・南京』などで使用されている「南京大虐殺」の証拠とされている140枚の写真を検証し、全てがトリックや捏造、関係のない写真であった」と主張した。東中野はこの著書に関して複数のテレビ番組から意見を求められるようになって話題となったこともあり、この著書は発売年の2005年ではビーケーワンの「歴史・地理・民俗」分野の年間売上ランキングで4位を記録した。
2007年には映画南京の真実製作記者会見に出席し、「南京大虐殺」虚構論証明への期待を語った。同年3月、民主党「南京事件の真実を検証する会」の会合に参加し、「国際委員会、英米の領事、国民党中央宣伝部などの文書を検証した結果、日本兵個人の不祥事はあったが、蔣介石政府ですら非戦闘員の虐殺があったとは言っていない」と発表した。
2007年6月14日にワシントン・ポストに掲載されたアメリカ合衆国下院121号決議の完全撤回を求める歴史事実委員会の全面広告「THE FACTS」に賛同者として署名している。

## 主張
- 東中野は自身の「南京大虐殺」における研究スタンスについて、著書のなかで「宇宙人がいないことを証明することと同じで、南京大虐殺を“なかった”と証明することは大変に難しく、“あった”とする証拠や証言に一定の不明瞭さも不合理さもないと確認されない限り、宇宙人も南京大虐殺も“ある”と言うことはできず、自身の研究スタイルはまさにそれ（世に出ている証拠や証言に不明瞭さや不合理さがないかの確認）だ」としている[8]。
- 南京事件の証拠とされている資料は全て四等史料と五等史料とで成り立っており、虐殺を裏付ける資料は存在しない。よって、南京で虐殺があったということはできないと主張している[9]
- ラーベの日記は三等史料であるので、虐殺を裏付ける史料とは言えないと主張している[10]。
- 1998年の時点では、日本軍の日記中にある「捕虜の処理」の意味について「『殺害した』という意味ではなく、捕虜の武装解除と釈放であった」と殺害そのものを否定していたが、2001年では「捕虜は戦闘の負担になるのなら自由に殺していいことは国際法で認められている」と捕虜の殺害があったことを事実上認め、その上で「捕虜の殺害は合法」と主張している[11]。
- 南京事件で「写真」が証拠として扱われてきたと主張した[12]。

## 評価

### 肯定的評価
- 漫画家小林よしのりおよび時浦兼からは「最新の研究として一番信用でき、徹底して資料に当たっている」と評されている。[13]
- 伊藤延司は「科学的とさえいえる検証作業の結果、南京大虐殺の「証拠写真」として通用するものは1枚もないことがわかった、写真は必ずしも第一級の歴史資料たりえないことを証明した意義は大きい」と評している。[14]
- 産経新聞論説委員の石川水穂からは「南京虐殺における優れた研究者の1人」と評されている[要出典]。
- 河村たかしは衆議院議員時代、東中野の研究結果を元に、政府が東中野の研究を把握して歴史の再検証作業を行っているか否か、南京大虐殺紀念館に東中野が疑問視する写真が展示されているが中国へどのように対応するのか等の質問主意書を内閣に提出した。[15]
- 秦郁彦からは「写真検証は学会の企画ではもっとも有意義なプロジェクトだった」と評されている。[16]。

### 否定的評価
- と学会は『トンデモ本の世界R』で「東中野教授がどんなデタラメな手法を用いているかが分かる。些細な矛盾点を針小棒大に取り上げて証言全体を否定しようとしたり、文章を引用する際、歪曲して正反対の意味にしてしまったり、都合の悪い記述は無視する一方、信憑性の低い資料を重視したり、まさに「好き勝手」としかいいようがないのだ。南京大虐殺の犠牲者数については、「三〇万人」と「ゼロ」という両極端のトンデモ説が火花を散らしているが、東中野教授の著書はその中でも特にインチキだらけのひどい代物なのである。」と述べている[17]。
- 笠原十九司は『南京事件証拠写真を検証する』について、「南京大虐殺の歴史的事実は膨大な文献資料、証言資料によって明らかにされてきた。はじめから南京事件の証拠ではない写真を検証して『証拠とならない』と言ってみせることで南京事件に証拠はないと思わせるトリックを使っている」と主張している。また、『村瀬写真集の中から「虐殺された後薪を積んで、油をかけられた死体」の二枚の写真がはずされている。この写真は集団虐殺をした日本兵が悪臭のためマスクをして、煙がまだ残っている死体の現場に立っているもので、否定できなかったのであろう。否定できない写真は「検証」からはずし、「証拠写真として通用する写真は一枚も無かった」と結論するのはまさにトリックである』と主張している[18]。

## 名誉毀損裁判

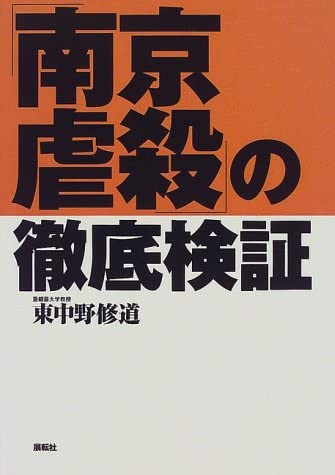
南京虐殺の徹底検証

東中野は、著書「南京虐殺の徹底検証」で、新路口事件に対して次のような論理を展開した。
虐殺の様子を記したマギーの記録を引用する。
十月十三日、約三十人の兵士が南京の東南部の新路口語のシナ人の家にきて、中に入れるよう要求した。
玄関を夏という名のイスラム教徒の家主が開けた。すると、ただちに彼は夏を拳銃で殺した上、もう誰も殺さないでと、夏の死体に跪いて頼むシアさんをも殺した。なぜ夫を殺したのかと夏の妻が尋ねると、彼らは夏の妻をも殺した。
(中略)
それから、兵士たちは(レイプされて殺された夏の娘の)もう一人の七、八歳になる妹も銃剣で突き刺した（bayoneted）。
(中略)
その八歳になる少女(the 8-year old girl)は傷を負った後、母の死体のある隣の部屋に這って行った。
東中野は「bayoneted」を「突き殺した」と訳し、「七、八歳になる妹」と「その八歳になる少女」は別人と解釈した上で、「別の報告による殺害人数と食い違う（殺された人間が一人多い）」「生き残った『八歳の少女』（夏淑琴）が夏夫婦の子であったとすると、『七、八歳になる妹』と姉妹になるはずである。とすると、二人は双子か、年子である。だったら「七、八歳になる妹」の年齢がはっきりしないはずはない。なので『八歳の少女』の苗字が夏なのはおかしい」などの根拠によって、夏淑琴は偽証をしており、このマギーの記録自体がデタラメであると主張した。
日本の研究者にニセ被害者とされた夏淑琴は、憤りと無念さに精神的に不安定な状態に陥った。夏淑琴は「ニセ被害者、詐欺師呼ばわりされて、名誉を傷つけられた。東中野氏は同じ本の後の記述では問題をboyonetを突き刺したと訳している。故意に私をニセモノに仕立て上げて誹謗中傷するために,意図的にフィルム解説文を誤訳したのだ」として東中野を告訴。東中野は夏に対し、「『南京虐殺』の真相を示したいのであれば、（名誉毀損などで）訴えるのではなく、（私の）色々な疑問に答えるのが先決ではないか」と反論した。
中国では南京市の人民法院は2006年8月23日に、夏の訴えを認め東中野に損害賠償を命じる判決を出している。東中野はこれに対する損害賠償債務が存在しないことを確認する訴えを東京地裁に出していたが、夏淑琴が反訴を行い、2006年5月15日に東京地裁で東中野を被告として名誉毀損で提訴した。
東京地裁の裁判は2007年11月2日判決が出て、東中野の敗訴となった。
判決では、
1.東中野の解釈によれば、それまで全く出てこなかった少女がいきなり「その(the)八歳になる少女」という表現のもといきなり「傷を負った」状態で登場し,この「8歳の少女」がどこの誰であるか,どのようにして傷を負ったのかについては,その後の記述にも一切現れていない。これは極めて不自然である。 通常の研究者であれぱ「突き殺した」と解釈したことから生じる上記不自然・不都合さを認識し、その不自然さの原因を探求すべくそれまでの解釈過程を再検討して、当然に「7、8歳になる妹」と「8歳の少女」が同一人である可能性に思い至るはずである。
2.東中野は「八歳になる少女はシア夫婦の子でも夏夫婦でもない」と主張している。とすると「母の死体のある隣の部屋に這って行った」とある「母」はシアの妻でも夏の妻でもないことになるが、東中野はこの「母(her mother)」に人数を示す固有の番号を付しておらず,この「母」はシアの妻か夏の妻のいずれかと理解している。これは明らかに矛盾であり、論理に破綻を来しているというほかはない。
の2点を挙げ、「以上述べた2点だけからしても被告東中野の原資料の解釈はおよそ妥当なものとは言い難く、学問研究の成果というに値しないと言って過言ではない」とし、「書籍の執筆は公的目的ではあるが、真実性が証明されず、違法性を欠くとは言えない。被告が自らの主張を真実と信ずる相当の理由は無い。」として、裁判長の三代川三千代は夏淑琴への名誉毀損を認め、東中野と出版元の展転社に対し400万円の慰謝料支払いを命じた。
この判決に対して東中野側は控訴したが、控訴審で東中野は「マギーフィルムと解説文は創作物」という新たな主張をした。東京高裁はこれに対し「一審では前提としてマギーフィルムと解説文を本物と認めていたのに、二審で主張を翻すのは合理性を欠く」として2008年5月21日に東京地裁と同様に東中野と展転社に対し400万円の慰謝料支払いを命じた（ただし東京高裁は、三代川三千代裁判長の地裁判決文の30頁11行目から13行目「以上述べた2点だけからしても被告東中野の原資料の解釈はおよそ妥当なものとは言い難く、学問研究の成果というに値しないと言って過言ではない」の部分を「不合理であって妥当なものということができない」との表現に変更している）。
東中野側は上告したが、2009年2月5日、最高裁は東中野と展転社からの上告棄却を決定、一審判決通り、両者に対し、合計400万円の賠償を命令する裁判が確定した。2009年4月16日にこの賠償金は支払われた。

## 著書

### 単著
- 『改訂　社会思想の歴史十八講』(アジア書房, 1989年)
- 『国家破産――東ドイツ社会主義の45年』（展転社, 1992年） ISBN 978-4-88656-083-4
- 『東ドイツ社会主義体制の研究』（南窓社, 1996年）
- 『「南京虐殺」の徹底検証』（展転社, 1998年）ISBN 978-4-88656-153-4
  - The Nanking Massacre: Fact versus Fiction, A Historian's Quest for the Truth (株式会社世界出版、2005年) ISBN 978-4916079121
- 『1937 南京攻略戦の真実――新資料発掘』（小学館文庫, 2003年） ISBN 978-4-09-405771-3
- 『南京事件――国民党極秘文書から読み解く』（草思社, 2006年） ISBN 978-4-7942-1488-1
- 『南京「百人斬り競争」の真実』（ワック, 2007年） ISBN 978-4-89831-101-1
- 『再現 南京戦』（草思社, 2007年） ISBN 978-4-7942-1616-8

### 共著
- （藤岡信勝）『ザ・レイプ・オブ・南京」の研究――中国における「情報戦」の手口と戦略』（祥伝社, 1999年） ISBN 978-4-396-61090-6
- （小林進・福永慎次郎）『南京事件「証拠写真」を検証する』（草思社, 2005年） ISBN 978-4-7942-1381-5
- 西尾幹二編 『新・地球日本史（2）――明治中期から第二次世界大戦まで』（扶桑社, 2005年）

### 分担執筆
- 『近代日本哲学思想家辞典』（東京書籍）
- 『古典体系日本の指導理念17』（第一法規）
- 『古典体系日本の指導理念19』（第一法規）
- 『古典の事典9』（河出書房新社）
- 『近現代史の教授改革4』（明治図書）

### 編著
- 『南京「事件」研究の最前線』

日本「南京」学会年報平成14年版（展転社, 2002年）、平成15年版（展転社, 2003年）、平成16年版（展転社, 2004年）、平成17・18年合併版（展転社, 2005年）、平成19年版（展転社, 2007年）、平成20年版［最終完結版］（展転社,2008年）ISBN 978-4-88656-321-7

### 訳書
- ハインリッヒ・デュモリン『吉田松陰――明治維新の精神的起源』（南窓社, 1988年）

## 学術論文
- 「吉田松陰の忠の思想」（日本思想史学会編『日本思想史学』第23号、1991年）
- 「東ドイツ国家保安省に関する研究」（文学博士学位論文・立正大学、1995年）
- The Over All Pictures of Nanking Massacre in Feifei Li and Robert Sabella and Prrry Link ,eds., Nanking 1937 :Memory and Healing, （New York: M.E.Sharpe, 2001）.
- Nanking Massacre as War Propaganda Keeping Still Alive, Mihail E. Ionescu ed.,War, Military and Media from Gutenberg to Today （Bucharest: Military Publishing House, 2004）.